# Maeno Ryōtaku

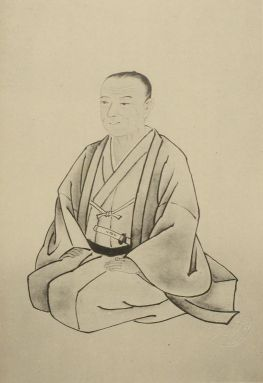
Maeno Ryōtaku

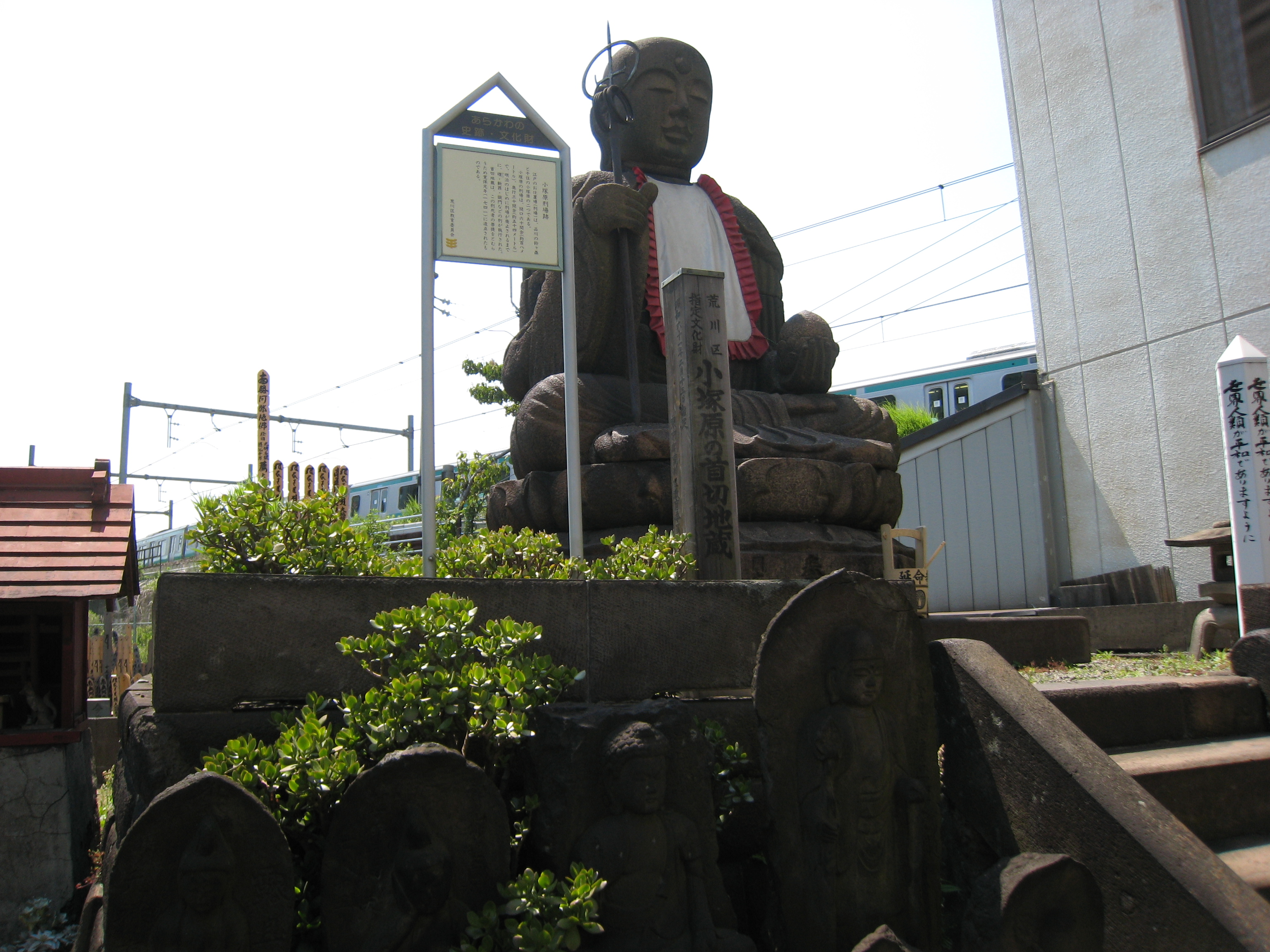
Jizō Boddhisatva (Ksitigarbha) von Kozukappara zur Tröstung der Seelen der Hingerichteten (Enmei-Tempel, Tōkyō, Arakawa-ku)

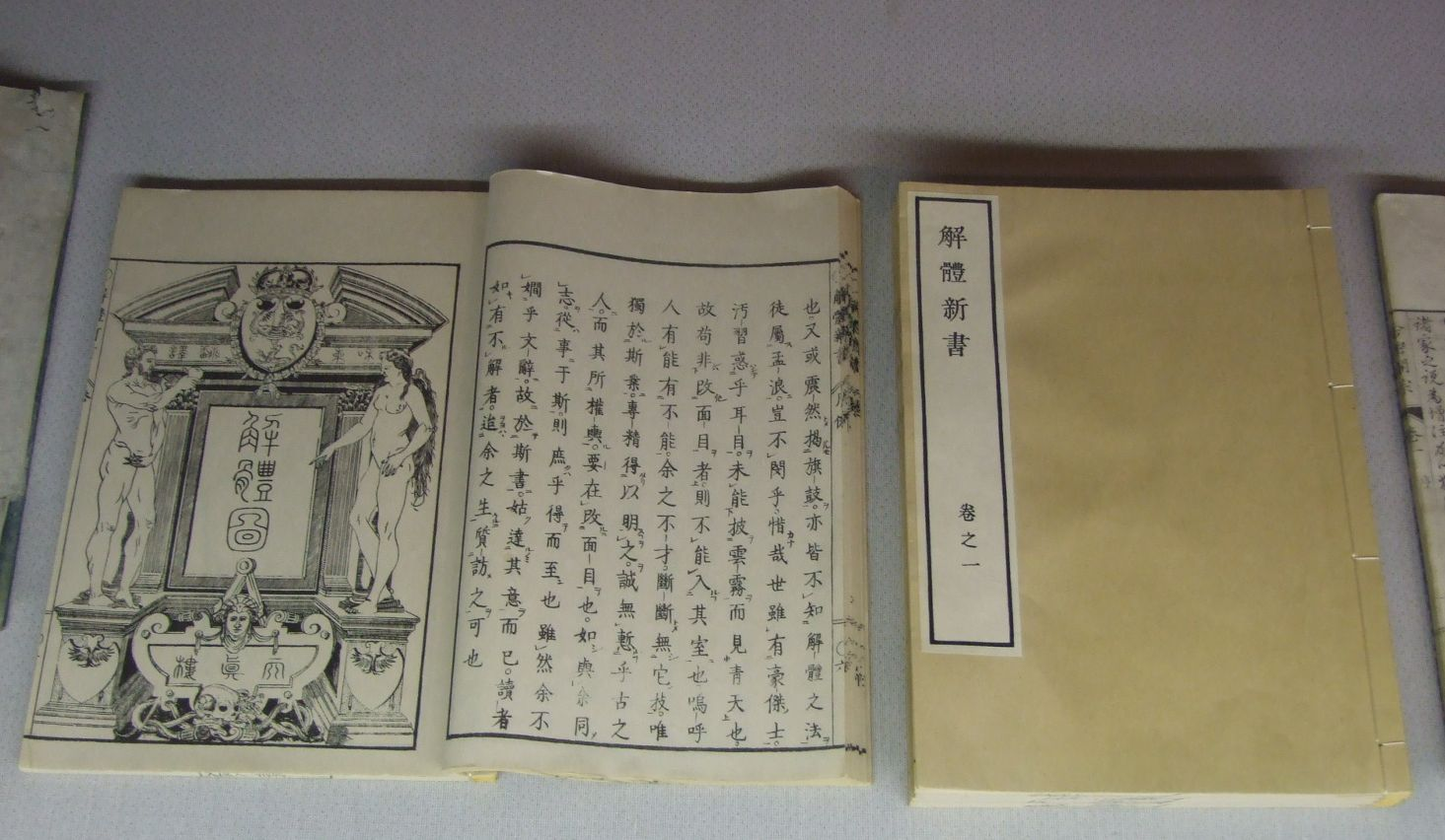
Kaitai shinsho. Das Frontispiz wurde der Antwerpener Ausgabe von Joan de Valverda de Hamuscos Historia de la composicion del cuerpo humano entnommen und überarbeitet.

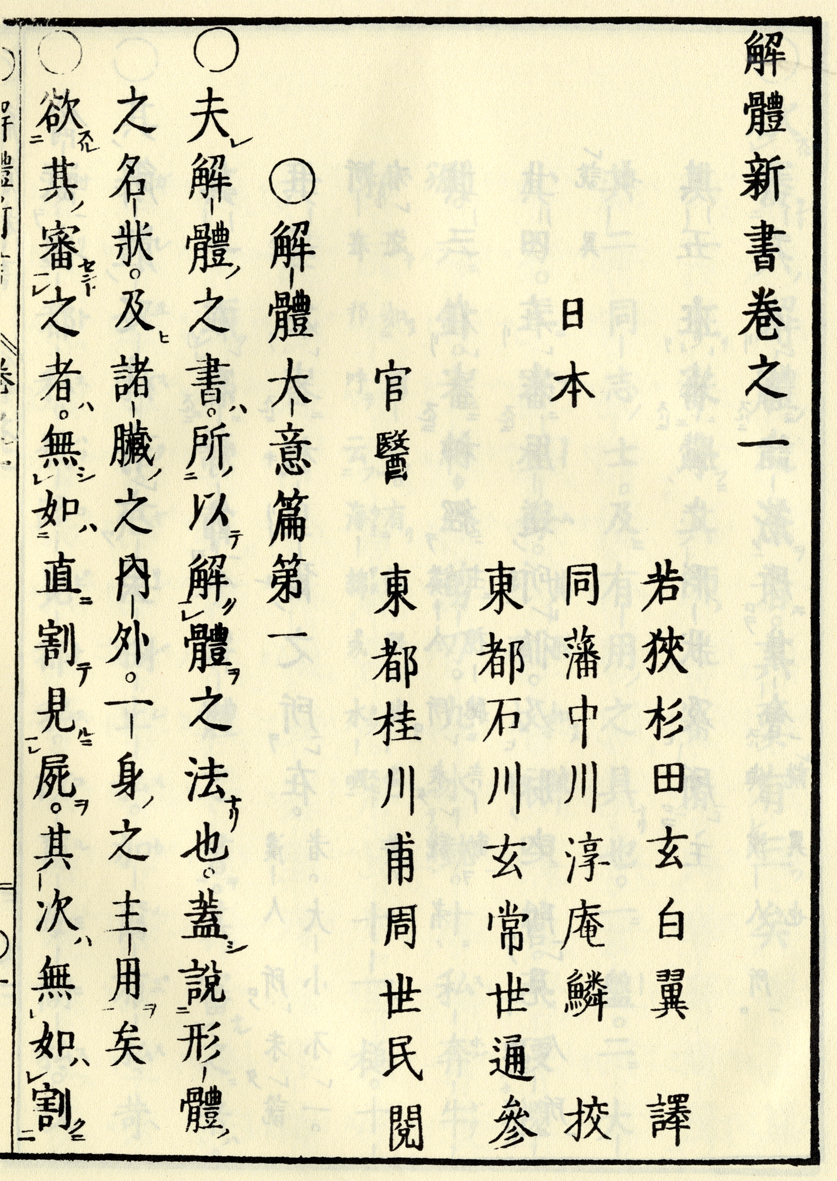
Textbeginn des Kaitai shinsho mit dem Namen Sugita Genpakus als verantwortlicher Übersetzer

Maeno Ryōtaku (japanisch 前野 良沢, auch Maeno Ranka (前野 蘭化); * 1723 in Edo, Japan; † 30. November 1803 daselbst) war ein japanischer Arzt und Pionier der „Hollandkunde“ (Rangaku), der mit seinem entscheidenden Beitrag zur Entstehung des „Neuen Buchs der Anatomie“ (Kaitai shinsho) einen Meilenstein in der Medizingeschichte des Landes setzte.

## Leben
Maeno Ryōtaku wurde in Edo in der Residenz des Fukuoka Clans als Sohn des Minamoto Shinsuke (源 新介) geboren, verlor jedoch früh beide Eltern, weshalb er bei seinem Großonkel Miyata Zentaku (宮田 全沢), einem Arzt des Yodo-Clans, aufwuchs. Miyata war ein angesehener Anhänger der „Schule der alten Praxis“ (古医方派 Ko-ihōha), die stimuliert durch den alten Klassiker Shanghanlun (傷寒論 Shōkanron) die starren Doktrinen späterer Zeiten ablehnte und großen Wert auf eigene Beobachtungen und Erfahrungen legte. Maenos medizinische Grundlagen wurden in dieser Familie gelegt. 1748 ließ er sich von der Familie Maeno, aus der Miyatas Frau stammte, adoptierten und wurde dadurch als Nachfolger seines Adoptivvaters Arzt des Lehens Nakatsu mit einem jährlichen Reis-Einkommen von 200 bis 300 Koku.
Etwa fünf Jahre zuvor hatte er bei einem Bekannten dieses Clans ein holländisches Buch gesehen, was seine Neugierde entfachte, so dass er sich ungeachtet seines inzwischen fortgeschrittenen Alters von dem „Holland-Gelehrten“ Aoki Konyō (青木 昆陽, 1698–1769) unterweisen ließ. Weitab von den weitaus sprachkundigeren Dolmetschern der niederländischen Handelsniederlassung Dejima in Nagasaki blieb es allerdings, soweit Aokis Schriften das erkennen lassen, bei einem kleinen Grundwortschatz und rudimentären Grammatikkenntnissen.
Wie alle Regionalherrscher (daimyō) pendelte auch der Herr von Nakatsu, Okudaira Masaka (奥平 昌鹿, 1744–1780) mit großem Gefolge im regelmäßigen Turnus zwischen seinen Residenzen im Lehen Nakatsu und der Hofstadt des Shōgun in Edo. 1769 erhielt Maeno erstmals die Gelegenheit, an der Rückreise des Landesherren nach Nakatsu im Osten der Insel Kyushus teilzunehmen. Zu dieser Zeit hatten seine Sprachstudien die wohlwollende Aufmerksamkeit des hohen Herrn erregt, so dass er auf dessen Anordnung für etwa 100 Tage in das nur wenige Tagesreisen entfernte Nagasaki ziehen durfte, dem einzigen Hafen Japans, in den niederländische Schiffe einlaufen durften. Zu einer direkten Begegnung mit den in ihrer Handelsniederlassung Dejima isolierten Europäern kam es wahrscheinlich nicht, doch lernte Maeno die Sprach- und Medizinstudien bekannter Dolmetscher kennen, unter denen besonders Yoshio Kōsaku alias Kōgyū landesweit bekannt war. Auch gelangte er in den Besitz einer niederländischen Ausgabe der „Anatomischen Tabellen“ des Breslauer Mediziners Johann Adam Kulmus (1689–1745).
In Edo lebten einige Gefährten im Geiste, die an westlicher Medizin und Naturwissenschaften interessiert waren, wegen fehlender Sprachkenntnisse jedoch auf die im Lande kursierenden japanischen Exzerpte und Therapiebeschreibungen der Dolmetscher Nagasakis angewiesen waren. 1771 erhielt einer der führenden Köpfe dieser Gruppe, Sugita Genpaku, zusammen mit Maeno Ryōtaku, Nakagawa Jun’an, Katsuragawa Hoshū und anderen die Gelegenheit, einer Sektion am Richtplatz Kozukappara (小塚原, auch Kozukahara; wörtl. Grabhügelfeld) an der Ausfallstraße zur Provinz Mutsu beizuwohnen. Hierzu brachten Maeno und Sugita die Ontleedkundige Tafelen von Kulmus mit. Die Übereinstimmung der Abbildungen mit dem, was sie sahen, war so beeindruckend, dass sie sich noch auf dem Heimweg entschlossen, das Buch zu übersetzen.
Wegen ihrer völlig unzureichenden Sprach- und Sachkenntnisse benötigten sie mehrere Jahre für dieses Unternehmen. Für Organe wie Leber, Herz usw. gab es bereits eine aus dem Chinesischen übernommene alte Terminologie. Für bislang unbekannte Dinge kombinierte man in manchen Fällen chinesische Zeichen, die die Struktur und Bedeutung des niederländischen Wortes nachahmen (ndl. slagader: 動脈 dōmyaku; ndl. blindedarm: 盲腸 mōchō). Manchmal schuf man neue Worte, von denen einige im 19. Jahrhundert auch in die chinesische Sprache eingingen, so im Falle der „Nerven“ (ndl. zenuw: 神経 shinkei, chin. shénjīng). Die in vielen Fällen vorgenommene bloße Transliteration der niederländischen Lautung mithilfe chinesischer Schriftzeichen wie z. B. bei dem Wort „Drüse“ (ndl. klier: 機里爾 kiriru) konnte sich hingegen nicht halten. Diese Termini wurden mit wachsenden anatomischen Kenntnissen durch leichter verständliche Neuschöpfungen ersetzt.
Den Hauptanteil an der Übersetzung ins Japanische hatte Maeno. Sugita besorgte auf dieser Grundlage eine Version in chinesischer Schriftsprache (Kambun). Als er den Text schließlich drucken lassen wollte, zog der mit dem Resultat noch immer unzufriedene Maeno seinen Namen zurück. Sugita überging dessen Bedenken und ließ als Vorankündigung 1773 ein paar Probeblätter unter dem Namen Kaitai Yakuzu (解体約図 ‚Kurzabbildungen der Anatomie‘) drucken, um die Nachfrage und die Reaktion der Behörden zu testen. Da kein Druckverbot erlassen wurde, erschien der vollständige Text mitsamt der Abbildungen als Holzblockdruck im folgenden Jahr unter dem Titel „Neues Buch der Anatomie“ (解体新書 Kaitai shinsho). Der berühmte Dolmetscher Yoshio Kōsaku wurde um ein Vorwort gebeten, in dem er Maeno Ryōtaku erwähnt. Als Übersetzer erscheint zu Beginn des Textes jedoch lediglich Sugita, gefolgt von Nakagawa Jun’an, Ishikawa Genjō und Katsuragawa Hoshū in überprüfender untergeordneter Funktion.
In der ärztlichen Praxis war das Werk nutzlos. doch weckten die detaillierten anatomischen Darstellungen das Interesse der Mediziner an den tatsächlichen Verhältnissen der „inneren Landschaften“ (内景 naikei) des menschlichen Körpers. In der Folge stieg das Interesse an anatomischen Studien und Leichensektionen. Da die Hinrichtungsplätze jedoch unter der Aufsicht der Behörden standen, benötigte man hierzu deren Erlaubnis.
Der im Schatten gebliebene Maeno setzte seine Studien unter Vernachlässigung seiner Pflichten als Lehnsarzt mit unvermindertem Eifer fort. Der verständnisvolle Landesherr, der die Bedeutung dieser Aktivitäten erfasst hatte, gewährte ihm hierfür viel Freiraum, überließ ihm u. a. eine Ausgabe der „Practyk der Medicine“ von Henricus Buyzen und verlieh ihm schließlich den Beinamen Ranka (etwa so viel wie „Holland(kunde)-Monster“). Aus Maenos Aufzeichnungen wird deutlich, dass er neben niederländischen auch lateinische Nachschlagewerken benutzte. Seine Schrift Oranda yakusen (和蘭訳筌) wurde als Einführung in die Lese- und Übersetzungstechnik vielfach kopiert. Als das Vorrücken der Russen in Ostsibirien bis zur Halbinsel Sachalin beträchtliche Unruhe an der Reichspitze und unter den Intellektuellen des Landes verursachte, nahm Maeno auch Russland-Studien auf. Unter seinen Schülern machten sich besonders Ōtsuki Gentaku und Ema Ransai einen Namen. Mit zunehmendem Alter plagten ihn Augenleiden und die Gicht. Er starb mit 81 Jahren und wurde im Keian-Tempel (慶安寺 Keian-ji) beigesetzt.
Unter den „Holland-Gelehrten“ des Landes waren Maenos bahnbrechende Leistungen bekannt, doch der Öffentlichkeit blieb er weitgehend verborgen. Nachdem Sugita Genpaku im hohen Alter seine Memoiren zum „Beginn der Hollandkunde“ (Rangaku koto hajime) zu Papier brachte und diese schließlich 1869 von Fukuzawa Yukichi publiziert wurden, erregte Maeno erstmals allgemeines Aufsehen.
Sugitas Schilderung der Qualen beim Übersetzen der „Ontleedkundige Tafelen“ machte auf Fukuzawa einen tiefen Eindruck. Fukuzawa war wie Maeno für das Lehen Nakatsu tätig und erwarb sich als einer der großen Intellektuellen der Meiji-Restauration bleibende historische Verdienste. Anlässlich des ersten Treffens der neugegründeten „Japanischen Gesellschaft für Medizin“ (Nihon igakkai) im Jahre 1890 gab er den Text erneut heraus und stellte ihm ein bewegenden Vorwort voran. Seitdem markieren Sugita Genpaku, Maeno Ryōtaku und das Kaitai shinsho einen Wendepunkt in der Medizingeschichte Japans. Fukuzawas Projekt der Errichtung einer Gedenkhalle für Maeno (蘭化堂 Ranka-dō) ließ sich nicht verwirklichen.
Alle Schriften Maenos, soweit erhalten, sind heute in drei Bänden publiziert (Maeno Ryōtaku shiryōshū). Neue, eingehende Studien vermitteln ein fundiertes Bild dieses etwas eigenbrötlerischen Pioniers der Erkundung der niederländischen Sprache und der westlichen Medizin.

## Schriften
- Sugita Genpaku et al.: Kaitaishinsho. Suharaya Ichibē, Edo 1774. (與般亜覃闕児武思著, 杉田玄白訳, 吉雄永章撰, 中川淳庵校, 石川玄常参, 桂川甫周閲, 小田野直武 [図]『解体新書』東武: 須原屋市兵衞, 安永3[1774]年刊)
- Maeno Ryōtaku shiryōshū. Ōitaken Kyōikuiinkai (Ōitaken Sentetsu Sōsho), Vol. 1, 2008; Vol. 2, 2009; Vol. 3, 2010 (『前野良沢 資料集』、駿台史学会大分県教育委員会 (大分県先哲叢書))